# Миленијум (стадион)
Стадиом Миленијум (вел: Stadiwm y Mileniwm) у Кардифу је национални стадион Велса. Стадион користе фудбалска репрезентација Велса и Рагби репрезентација Велса за међународне утакмице. Стадион Миленијум је био највећи стадион у Уједињеном Краљевству до доградње Олд Трафорда 2006 године.
Од УЕФЕ је добио дозволу за стадион од 5 звезде, и на њему могу да се организују сви велики фудбалски догађаји.

## Историја
Стадион је завршен 1999. у Кардифу. Направљен је за СП 1999 у рагбију.
Изградња стадиона је коштала 126 милиона фунти. Изградњу је финансирала државна лутрија Велса са 46 милиона £ као и приватни инвеститори.
Стадион Миленијум коришћен је први пут 26. јуна 1999, када је домаћин Велс играо пријатељску утакмицу у рагбију са Јужном Африком.